# Počaïv
Počaïv (in ucraino Почаїв?, in russo Почаев?, Počaev, in polacco Poczajów) è una città dell'Ucraina (7632 abitanti) situata nel distretto di Kremenec', nell'oblast' di Ternopil'. Ospita l'amministrazione della comunità territoriale di Počaïv, una delle comunità territoriali dell'Ucraina.
La città è conosciuta per la presenza della Počaïvs'ka Lavra, il secondo monastero ortodosso per grandezza in Ucraina.